# ポイソフト
株式会社ポイソフト（英: POI SOFT Co., Ltd. ）は、福岡県福岡市に所在するソフトウェア開発会社である。

## 概要
社員4名の小さなソフトハウスで、Wiiウェアやニンテンドー3DS、Nintendo Switchのダウンロードゲームの開発を行っている。
在九州のソフトハウスであるが、GFFには参画していない。

## 主な開発タイトル
| 配信日         | タイトル                                        | プラットフォーム                  |
| -------------- | ----------------------------------------------- | --------------------------------- |
| 2009年6月2日   | 王だぁ!                                         | Wiiウェア                         |
| 2010年6月29日  | ボクも世界を救いたい                            | Wiiウェア                         |
| 2010年11月2日  | ボクも世界を救いたい BATTLE TOURNAMENT          | Wiiウェア                         |
| 2011年6月7日   | ひゅ〜ストン                                    | ニンテンドー3DSダウンロードソフト |
| 2011年11月2日  | タケヤリマン                                    | ニンテンドー3DSダウンロードソフト |
| 2012年5月30日  | 夜の魔人といくさの国 〜さまよえるヴァンピール〜 | ニンテンドー3DSダウンロードソフト |
| 2013年3月6日   | マンションパーカッション                        | ニンテンドー3DSダウンロードソフト |
| 2013年12月11日 | 王だぁランド!                                   | ニンテンドー3DSダウンロードソフト |
| 2015年1月14日  | サンゴクストーリーズ天                          | ニンテンドー3DSダウンロードソフト |
| 2015年4月22日  | 新ひゅ～ストン                                  | ニンテンドー3DSダウンロードソフト |
| 2016年5月26日  | ニャらべて成仏!                                 | Android                           |
| 2016年6月6日   | ニャらべて成仏!                                 | iPhone                            |
| 2016年8月31日  | ニャニャントモリ（ニャらべて成仏!のリメイク版） | ニンテンドー3DSダウンロードソフト |
| 2017年3月3日   | 空飛ぶブンブンバーン                            | Nintendo Switchダウンロードソフト |

## 活動
社員の多くはTwitterアカウントを持っており、ゲームについての情報のほか、稀に日常を呟いている。YouTubeやニコニコ動画ではチャンネルを開設しており、生放送を度々配信してゲームの情報を発信する他にも、来場者とコメントで交流したり出演者で雑談するなど、精力的に活動している。４Gamerなどのゲーム情報サイトなどでインタビューに参加することもある。